# Burg Langendorf
Die Burg Langendorf, am Rande der gleichnamigen Ortschaft drei Kilometer westlich von Zülpich im Kreis Euskirchen gelegen, ist eine spätgotische Wasserburg, deren Ursprünge in das 12./13. Jahrhundert zurückreichen. Sie zählt zu den besterhaltenen Wasserburgen des Rheinlandes, ist der Öffentlichkeit aber nur im Rahmen von vorangemeldeten Gruppenführungen zugänglich.

## Beschreibung

### Äußeres
Die Niederungsburg war früher eine zweiteilige Anlage, bestehend aus einer dreiflügeligen Vorburg und einem Herrenhaus, die bis in das 18. Jahrhundert durch einen Wassergraben voneinander getrennt waren. Nachdem der Graben verfüllt wurde und seit 1882 die Vorburggebäude nach einem Umbau direkt an das Haupthaus anschließen, präsentiert sich die Burg als eine Vierflügelanlage, die einen rechteckigen Innenhof umgibt.

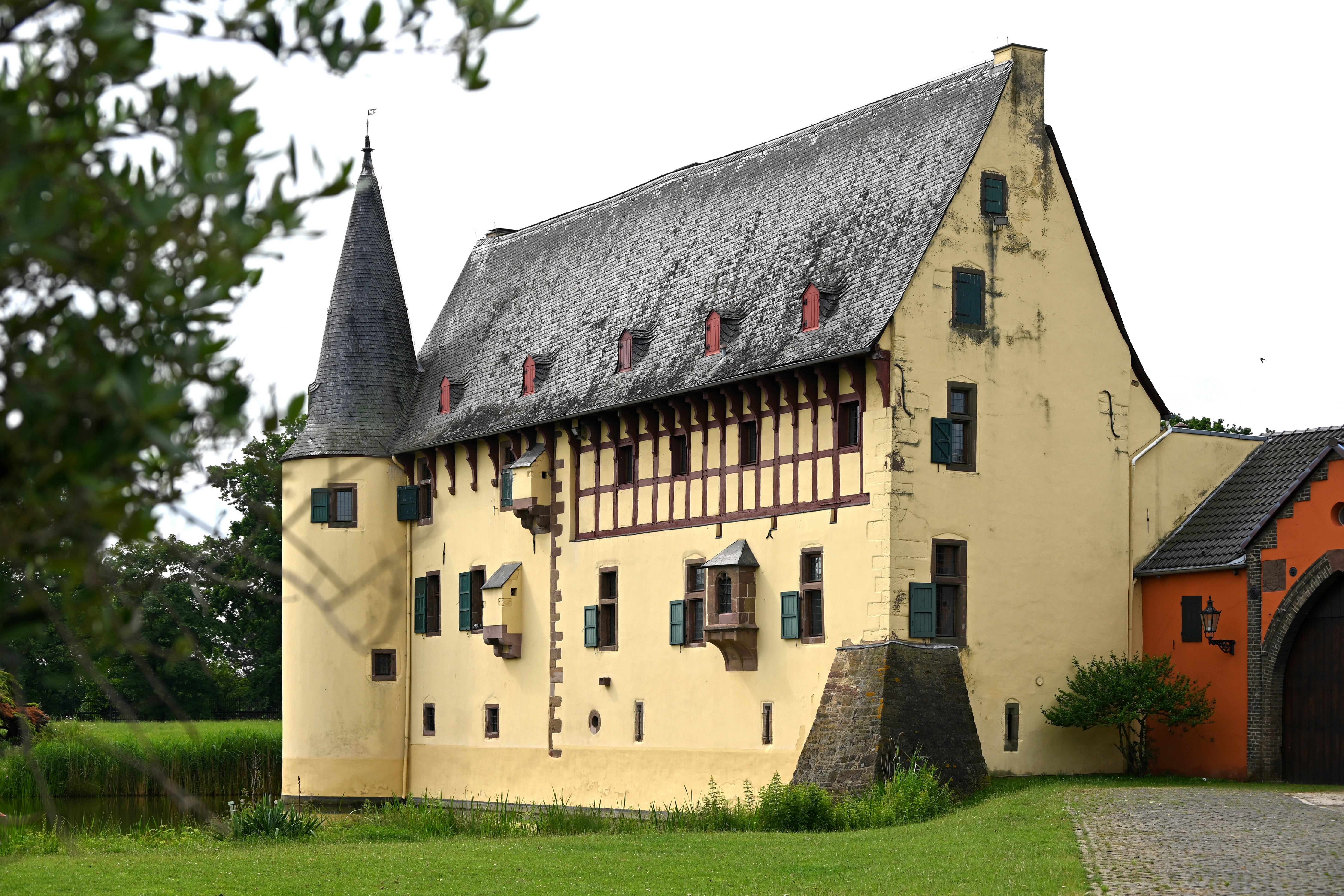
Das Herrenhaus der Burg Langendorf, von Norden gesehen

An der Ostecke des Areals steht das zweigeschossige, etwa 8 × 25 Meter messende Herrenhaus aus Bruchstein auf einem hohen Untergeschoss. Seine Südost-Hälfte stammt wie der runde Eckturm aus dem 15. Jahrhundert und gehört damit zur ältesten Bausubstanz der Anlage. Zum jüngeren Teil des Gebäudes zählt seine nordwestliche Hälfte mit Fachwerkobergeschoss, Kapellenerker und den ehemaligen Gerichtsräumen im Untergeschoss. Er hebt sich deutlich durch eine Eckquaderung von der älteren Hälfte ab. Der Rundturm an der östlichen Ecke des Gebäudes besitzt kleine, rechteckige Fenster und ist von einem Knickhelm abgeschlossen. Der Dachstuhl des Herrenhauses gehört im weiten Umkreis zu den besterhaltenen des Spätmittelalters. Das Gebäude war bis in das 19. Jahrhundert ein zweiflügeliger Winkelbau, wovon das heute noch erhaltenen Untergeschoss des einstigen Nordflügels kündet. Seine Obergeschosse waren durch einen Treppenturm mit Wendeltreppe zu betreten. Gemeinsam mit zwei Wehrmauern an der West- und Südseite der Kernburginsel, die Wehrgänge besaßen, begrenzte das Gebäude einen rechteckigen Innenhof.
Die Vorburg wurde im 16. Jahrhundert errichtet. Von ihr ist im Original nur noch der Westflügel mit Außenmauern aus Bruchstein und einem aus dem Jahr 1568/69 stammenden Dachstuhl erhalten, die übrigen Gebäudeflügel stammen aus den 1880er Jahren. Über dem Portal von 1892 an der Südost-Seite finden sich die Wappen des Wirich von Gertzen und seiner Frau Anna von Vlatten, die aus der Zeit um 1530 und wohl vom abgebrochenen Herrenhausflügel stammen.

### Innenräume
Der nördliche Teil des Haupthausuntergeschosses besitzt ungewöhnlich aufwändige Decken, die aus einem zweischiffigen Kreuzrippengewölbe bestehen. Sie stammen aus der Zeit um 1500 und dienten zur repräsentativen Ausgestaltung der Räume, die als Gerichtsort genutzt wurden.
Das darüber liegende erste Obergeschoss wurde als repräsentatives Hauptwohngeschoss genutzt und bestand anfänglich aus nur einem großen Raum, der über einen Kamin an der Südwand beheizt werden konnte. Mit Einbau eines zweiten Kamins, der die Wappen Johann von Palants und Anna von Gertzens sowie die Jahreszahl 1580 zeigt, wurde der Raum zweigeteilt. Das zweite Obergeschoss diente ausschließlich zum Wohnen und besitzt – ebenso wie das erste Obergeschoss – einen Aborterker. Von ihm wird angenommen, dass es im 15. Jahrhundert in mehrere kleine Zimmer aufgeteilt war. Heute umfasst es hingegen nur einen einzigen großen Raum.
Das Obergeschoss des Rundturms wurde immer als normales Zimmer genutzt. Dort gab es einen Zugang zu dem darunter liegenden verliesartigen Raum, dessen Höhe zwei Geschosse umfasste. Seit dem 19. Jahrhundert ist er durch eine gewölbte Zwischendecke in zwei Räume aufgeteilt.

## Geschichte
Schon im 12. Jahrhundert ist ein Adelsgeschlecht verbürgt, das sich „von Langendorf“ nannte, weshalb schon für diese Zeit ein festes Haus anzunehmen ist, aus dem sich die heutige Anlage entwickelte. Urkundlich wird in Langendorf 1240 zuerst ein Burghof des Grafen von Jülich erwähnt. Dort residierte bis in das 14. Jahrhundert eine Ministerialenfamilie, deren Mitglieder Jülicher Lehnsleute waren: die Herren von Langendorf. Ihnen folgten als Besitzer die Herren von Gertzen. 1447 wurde Hubert von Gertzen, verheiratet mit Sophia von Nesselrode, als Besitzer der Burg urkundlich erwähnt. Sein Sohn Wilhelm, verheiratet mit Beatrix von Merode-Rummen, war Amtmann von Münstereifel, Erbvogt von Frauenberg, Lehensmann von Prüm für deren Niderevelnicher Güter und seit 1498 Inhaber des Langendorfer Amtsgerichts. Diese Machtfülle war für ihn wohl der Anlass, die Burg zu jenem spätgotischen Rittersitz unter teilweisem Einbezug vorhandener Bausubstanz um- und auszubauen, dessen repräsentativer Charakter bis heute erhalten geblieben ist. In der Zeit von 1495 bis 1505 ließ er anstelle eines älteren, mehrgeschossigen Wohnturms einen dreigeschossigen Winkelbau errichten, der heutzutage den nordöstlichen Teil des Herrenhauses ausmacht.

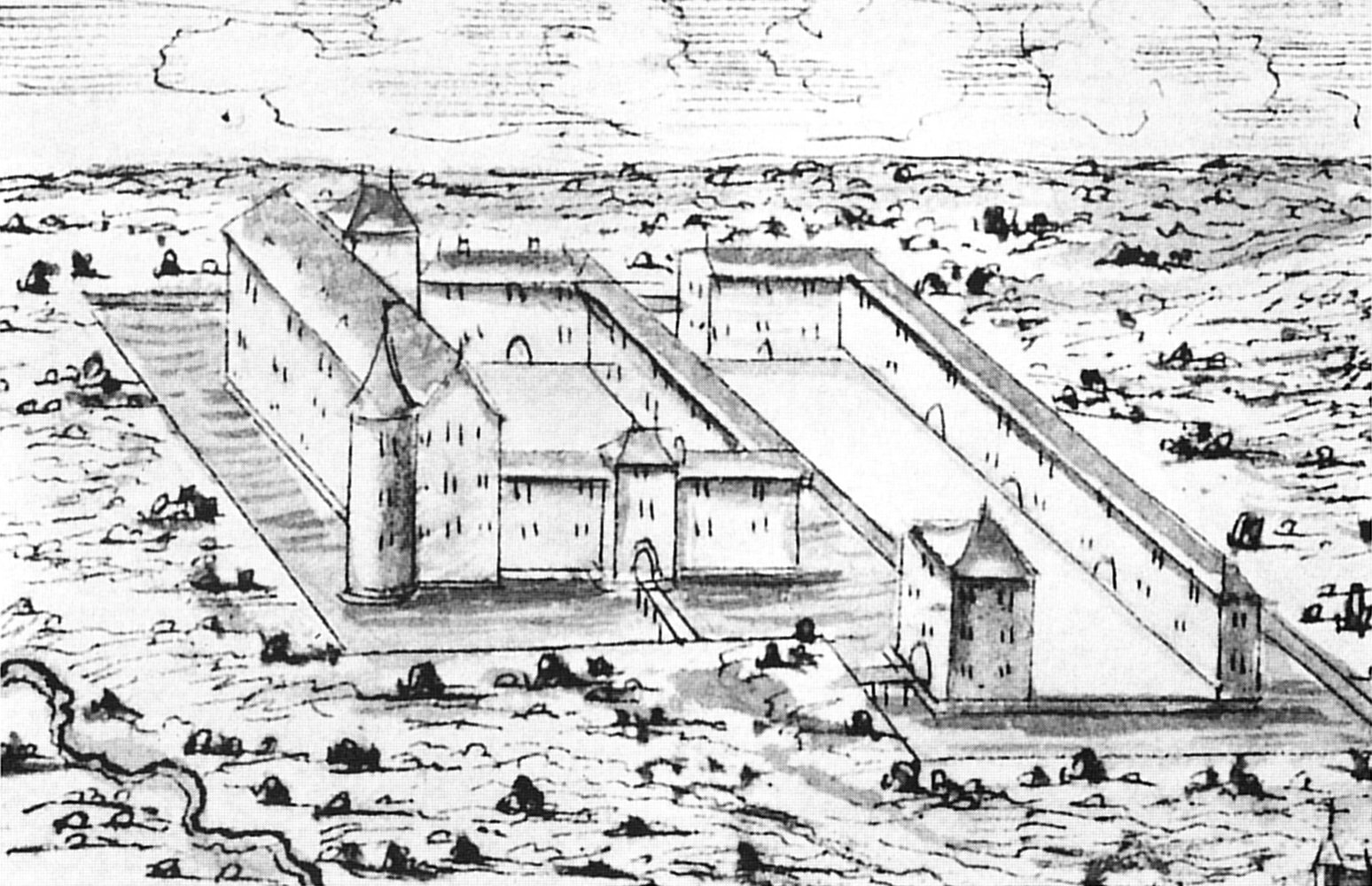
Abbildung der Burg im Codex Welser, etwa 1723

Als die Familie 1535 mit Wirich von Gertzen im Mannesstamm ausstarb, brachte Wirichs Erbtochter Anna Burg Langendorf an ihren Mann Johann von Palant, Herr zu Nothberg und Laurenzberg. Unter dem Paar erfolgte 1568–69 eine Erneuerung der Vorburg sowie 1580 ein Umbau im Inneren des Herrenhauses. Anna von Gertzen überlebte ihren Ehemann und ihre Söhne, sodass sie den landtagsfähigen Rittersitz 1611 an ihren Neffen Johann von Binsfeld vererbte. Dessen Tochter Elisabeth heiratete Arnold von Wachtendonk und brachte die Burg mit in die Ehe. Arnold verkaufte Langendorf 1659 an den Freiherrn Damian Salentin von Harff zu Dreiborn. Die von Harffs bewirtschafteten die Anlage als Pachtgut bis in das 19. Jahrhundert.
Nachdem der herrschaftliche Status Langendorfs im Jahr 1794 verloren gegangen war, stellte sie für die Eigentümer nur noch ein kostspieliges und wenig interessantes Objekt dar, denn die von Harffs wohnten hauptsächlich in ihrem größeren und moderneren Schloss Dreiborn. Clemens Wenzelslaus Philipp von Harff zu Dreiborn verkaufte die Burg und den dazugehörigen Landbesitz deshalb 1834 für 21.500 Taler an Franz Georg Weckbecker. Er ließ das Land teilweise parzellieren und den Nordflügel des Herrenhauses sowie den Ost- und Südflügel der Vorburg abbrechen. Die noch erhaltenen Gebäude veräußerte er anschließend mit rund 200 Morgen Land weiter. Nach mehrmaligen Besitzerwechseln erwarb Johann Pohl die Anlage im Jahr 1880 und ließ bis 1882 die Wirtschaftsgebäude umfassend erneuern. Seit jenem Zeitpunkt schließen sie direkt an das Herrenhaus an. Zuvor war Burg Langendorf eine zweiteilige Anlage, deren Vorburg getrennt vom Haupthaus war. Von Johanns Sohn Eduard kam der Besitz 1957 an dessen Großneffen Manfred Vetter, der die Gebäude ab 1958 jahrzehntelang umfassend restaurieren ließ.